# ماريا جيل
ماريا جيل (بالإنجليزية: Maria Gill)‏ هي كاتِبة نيوزيلندية، ولدت في أكتوبر 1961 في أوكلاند في نيوزيلندا.

## وصلات خارجية
- الموقع الرسمي